# Campionati italiani FISDIR di atletica leggera 2021
I XIII campionati italiani FISDIR di atletica leggera si sono svolti a Nuoro, presso lo Campo scuola Tomaso Podda, tra il 4 e il 5 settembre 2021.
Sono stati assegnati vari titoli italiani in altrettante specialità e sono anche stati stabiliti dei nuovi record nazionali.

## Nuovi record nazionali

### Femminili
| Specialità                            | Prestazione | Atleta                                                    | Società               |
| ------------------------------------- | ----------- | --------------------------------------------------------- | --------------------- |
| Staffetta 4×100 metri C21 (club)      | 1'33"68     | Alice Beccari, Alice Sorato, Angela Muffato, Agnese Cuogo | Sorriso Riviera Onlus |
| Staffetta 4×100 metri C21 (nazionale) | 1'09"21     | Elisa Zendri, Sara Spano, Nicole Orlando, Chiara Zeni     | Italia                |

### Maschili
| Specialità                       | Prestazione | Atleta                                                                  | Società                            |
| -------------------------------- | ----------- | ----------------------------------------------------------------------- | ---------------------------------- |
| Disco F20                        | 34,00m      | Alessio Talocci                                                         | ASC Anthropos Civitanova           |
| Disco C21                        | 30,97m      | Daniel Gerini                                                           | Associazione Polisportiva Fabriano |
| Staffetta 4×100 metri C21 (club) | 1'05"93     | Federico Basso, Marco Giannella, Roberto Casarin, Giovanni Zaramella    | ASPEA Padova                       |
| Staffetta 4×100 metri T20 (club) | 46"83       | Gaetano Schimmenti, Ruud Koutiki, Gabriele Brengola, Raffaele Di Maggio | ASC Anthropos Civitanova           |
| Staffetta 4×400 metri C21 (club) | 5'57"92     | Alessandro Masiero, Michele Zugno, Roberto Casarin, Giovanni Zaramella  | ASPEA Padova                       |